# 박미란 (1970년)
박미란(1970년 3월 7일 ~ )은 대한민국의 옻칠 혼합매체 예술가이다. 전통 옻칠에 매료되어 오랜 시간 수련한 끝에 칠장 손대현에게 사사하였으며, 도자 전공을 기반으로 단국대학교 일반대학원에서 석사와 박사 학위를 취득하고, 옻칠을 조형 매체로 확장하는 다양한 시도를 지속해왔다. 2020년 박사논문 『도자기 옻칠 수리 기법 연구』와 2025년 논문 『현대 도자 킨츠기 담론 속 옻칠의 혼합매체·매개 매체로서의 가능성』을 비롯해, 옻칠과 다양한 혼합매체에 관한 여러 편의 논문을 발표하였다.
2025년 개인전 《Aurore 曙光》에서는 건칠, 도태칠 등의 기법을 활용하여 시간과 감정, 기억의 흐름이 응축된 표면에 옻칠의 중층적인 깊이와 반사성을 부여하고, 그 위로 드러나는 내면의 빛과 흔들리는 감각의 잔상을 시각화하였다. 〈The Radiance Within: 내면의 빛〉이라는 시리즈를 통해, 작가는 매일 도래하는 새벽의 빛처럼 일정치 않은 내면의 진동과 존재의 경계를 넘나드는 감정의 층위를 반복적인 옻칠 작업과 도판의 유면, 자개 등의 반사성 재료 언어를 통해 표현하였다. 그녀의 작업은 내면의 응축과 발산을 신비로운 색감과 투광성, 반사성의 조형 요소로 드러내며, 회화적 감성과 오브제 조형의 감각을 결합하여 전통 기법 위에 새롭고 유기적인 예술 언어를 구축하고 있다. 국무총리상을 수상하는 등 기술과 예술 양면에서 높은 평가를 받았으며, 현재는 전시와 강연, 학술 연구 활동을 병행하며 옻칠의 전통성과 현대성을 잇는 조형 실험을 지속하고 있다.

## 소속
단국대학교 강사
서울시 무형문화재 1호 칠장 수곡 손대현 전승자 및 수곡옻칠교육전수관 연구원
한국 칠예가 협회 회원
한국 문화재 기능인 협회 회원
박미란옻칠도자연구소
한국도자학회 이사
한국도자장신구협회 정회원
한국기초조형학회 정회원 및 심사위원
(주)광주요 도태칠기ㆍ옻칠도자 협업작가

## 수상경력
2023년 제26회 남원시 전국 옻칠 목공예대전 대상(국무총리상)
2020년 한국 옻칠 공예대전 금상
2020 The 8th TaiwanInernational Gold Teapot Prizes 입선
2012 한국 옻칠 공예대전 은상(문화재청장상)
2009 한국 옻칠 공예대전 금상(문화재청장상)
2008 한국 옻칠 공예대전특선
2008 대한민국 전승공예대전 입선
2007 한국 옻칠 공예대전 특선
2007 대한민국 전승공예대전

## 자격증
2008 문화재 수리 기능자 자격 도금공 5072호
2007 문화재 수리 기능자 자격 칠공 4717호

## 연구 및 저서
2025 04 현대 도자 킨츠기 담론 속 옻칠의 혼합매체·매개 매체로서의 가능성 탐색 (한국도자학연구Vol22. No.l)
2024 08 텍스트 마이닝기법을 이용한 도자 품목 트렌드분석 연구 (한국도자학연구Vol.21 No.2)
2024 07 최근 트랜드와 미래 전망 -용도별 분류조사에 의한 도자 트랜드 분석(월간도예 Vol.340)
2024 04 용도별 분류조사에 의한 도자 트렌드 분석연구 (한국도자학연구Vol21. No.l)
2023 04 표현의 확장으로써 도자 옻칠 수리 (한국도자학연구 Vol.20. No.1)
2020 09 도자수리를 말하다. 도자수리 기술과 사례 (월간도예 Vol.294)
2020 08 도자기 옻칠 수리 기법 연구 ( 단국대학교 대학원 박사논문)
2018 07 옻칠도자기의 시작과 변천 도태칠기 제작기법 (월간도예 Vol.268)
2017 08 도태칠기의 소성 온도와 태토에 따른 옻칠의 발색연구 (한국 도자학 연구)
2013 08 도태칠 개발에 관한 연구 석사논문 (단국대학교 대학원)

## 전시

### 개인전시
2025 제6회 박미란 개인전 《Aurore 曙光》-  갤러리인사아트
2023 제5회 박미란 도태칠기 with 광주요 - 윤갤러리
2022 제4회 박미란 칠 전 - 윤갤러
2018 제3회 박미란 도자옻칠전, 도자수리복원 조형의 美 - 단청갤러리, 윤갤러리
2013 제2회 박미란 해인사 초대 개인전 - 해인사 아트 갤러리
2013 제1회 박미란 옻칠전 - 나눔 갤러리

### 단체 및 초대전
2020 한국 도자 장신구회 정기전 - 갤러리 인사아트
2020 Pottery Design Competition and Exhibition - 대만 當代陶藝館
2019 漆·金展(칠·금전) 2 - 일본 gallery おおみや
2019 漆·金展(칠·금전) 1 - 일본 gallery 東湖堂
2018 Fuzhou International Lacquer Art Biennial - 중국 fuzhou Biennia
2018 한국칠예가회 13회 정기전 - 무형문화재교육관
2018 아름다운 굴레, 영원 칠기전 - 공예문화진흥원
2018 人の工藝展 ‘感’(3인의 공예전 ‘감’) - 일본 마로니에갤러리
2016 동서도예초대전 - 한양대학교박물관
2015 《薪技藝》국제청년공예미술전 - 중국 북경,상해
2014 한국칠예가회전 - 공예문화진흥원
2012 세계칠예전 - 대구경북디자인센터
2010 나전옻칠공예 천년의 신비 특별전시전 - 인천국제공항
2008 한국칠예가회전 - 국립대구박물관